# Tara Duncan (série animada)
Tara Duncan é uma série de desenho animado francesa criada por Sohpie Audouin-Mamikonian e realizada pelo estúdio francês MoonScoop. A série foi emitida na França pelos canais M6 e Disney Channel entre junho de 2010. Em Portugal, a série estreou no Canal Panda no dia 4 de junho de 2011 com dobragem portuguesa realizada pelo estúdio 112 Studios.

## Enredo
Combinando os melhores elementos de Magia, Comédia e Acção, Tara Duncan é a história de uma bonita adolescente dotada de poderes mágicos que se encontra numa batalha de grandes riscos contra forças malvadas de outro mundo.
Cada episódio, começa com uma situação peculiar e a promessa de uma aventura desafiante. A Equipa Alfa, liderada por Tara, tem que se certificar que ninguém na Terra toma conhecimento da Magia, e resistir aos ataques de monstros de OtherReach, usando os seus poderes mágicos.
A história decorre na Terra dos dias de hoje e mistura a vida quotidiana dos adolescentes com a fantástica missão mágica conduzida por Tara e os seus amigos.

## Personagens
- Tara Duncan é a personagem principal da série. Ela é uma Feiticeira de 17 anos de idade, e a comandante da Equipa Alfa. Ela tem o cabelo loiro com destaque pálido, e seu familiar é um pégaso chamado Gallant.
- Sparrow é a melhor amiga de Tara e colega na Equipa Alfa. Seu verdadeiro nome é Gloria Daavil e está namorando um não feiticeiro local chamado Edward. Ela tem o cabelo castanho escuro e seu familiar é uma pantera branca chamada Sheeba.
- Cal é o último membro da Equipa Alfa. Seu nome completo é Caliban Dal Salan e ele nasceu em uma família de mestre de ladrões. Ele é dono de uma locadora e é super namorador. Ele tem os cabelos pretos espetados e seu familiar é uma raposa vermelha chamada Blondin.
- Isabella Duncan é a rigorosa avó de Tara. Ela tem muita afeição por Tara e está a focando sempre na escola e ensinando os feitiços, e ela tem um relacionamento romântico e estranho com o professor de literatura de Tara, o Sr. Spade.
- Mestre Chem é o líder e assistente das Equipas Alfa e Beta. Seu nome completo é Chemnashaovirodaintrachivu e ele é o guardião do portal entre a Terra e o Outro Mundo.
- Manitou é o bisavô de Tara que, acidentalmente, se transformou em um cão permanentemente.
- Robin M`angil é o comandante da Equipa Beta. Ele é um meio-elfo e gosta de usar um arco e flecha encantada junto com sua magia.
- Fabrice Besois-Giron é o membro meio-lobo da Equipa Beta. Ele e Tara se referem um ao outro como irmão e irmã e ele é muito próximo com membros de sua equipa.
- Fafnir Forgeafeux é membro dwarfic da Equipa Beta. Ela é muito impetuosa e odeia usar magia, o que leva ela entrar em discussões com seus companheiros da equipa, muitas vezes.
- Sandra Leylocke é uma não feiticeira que vai para a escola com Tara. Apesar de se considerarem inimigas, Tara e Sandra passam muito tempo juntas.
- Livia é uma não feiticeira e melhor amiga/lacaia de Sandra. Ela é uma loira pequena com grandes óculos que tem uma grande paixão por Cal.
- Edward é um não feiticeiro que ama filmes de terror e lobisomens. Ele e Sparrow estão namorando ao longo da série.
- Os Irmãos Cryista são dois não feiticeiros que são da escola de Tara, eles se chamam Jeremy e Jordan. Muitas vezes as pessoas se referem a eles como "Os Gêmeos", em vez de seus nomes reais.
- Henry Delachasse é um vilão não feiticeiro que é um pendor em  criptozoologista e em capturar algum tipo de criatura mágica e revelando sua existência para o mundo humano.

## Episódios
1. A Sereia muda.
2. Meus melhores amigos.
3.O cetro invisível.
4. A corrida do ouro.
5. O unicórnio sem chifres.
6. O irmão dos caninos.
7. A alta costura.
8. A honra do Mestre Chem.
9. O espelho da juventude.
10. Minha conjuração detestada.
11. A Sereia relutante.
12. Robin dos Elfos.
13. O colar de diamantes.
14. Cyrano de Outro Mundo.
15. O olhar de Claire.
16. O curso de verão.
17. Os quatro pergaminhos.
18. Coração de pedra.
19. Ataque na mansão.
20. O copo de invulnerabilidade.
21. Como arte de magia.
22. O guarda do meu coração.
23. O ouro e o dragão.
24. Espinhas e pústulas.
25. A canção pros mascotes.
26. O pequeno vampiro do mal.